# スティーナ・ノルデンスタム
スティーナ・ノルデンスタム（英: Stina Nordenstam、1969年3月4日 - ）は、スウェーデンの歌手、ソングライター、ミュージシャン。ストックホルム生まれ。

## 経歴
1991年にアルバム『メモリーズ・オブ・ア・カラー』でデビューした。
父親の愛好するジャズに影響を受け、10代より音楽活動を始める。ジャズグループ・The Flippermenのメンバーを経て、1991年にテレグラム・レコードからデビュー。

## 作風
愛や殺人など幅広いテーマを歌にしている。
そのウィスパーボイスから、活動初期にはビョークやリッキー・リー・ジョーンズとも比較された。

## 人物像
カルト的ファンもいるが、インタビューの場に姿を現すことが少ない。

## ディスコグラフィ

### アルバム
- 『メモリーズ・オブ・ア・カラー』 - Memories of a Color (1991年)
- 『瞳の中で…』 - And She Closed Her Eyes (1994年)
- 『ダイナマイト』 - Dynamite (1996年)
- 『まぼろしの世界』 - People Are Strange (1998年)
- This Is Stina Nordenstam (2001年)
- 『ザ・ワールド・イズ・セイヴド』 - The World Is Saved (2004年)

### シングル
- "Memories of a Color" (1992年)
- "Another Story Girl" (1993年)
- "Little Star" first release (1994年)
- "Little Star" remixes (1994年)
- "Something Nice" (1994年)
- "Dynamite" (1997年)
- "Little Star" (1997年) ※映画『ロミオ+ジュリエット』の挿入歌としても使用された。
- "People Are Strange" (1998年)
- "Lori Glori" (2001年) ※プロモーションCD
- "Sharon & Hope" (2002年) ※プロモーションCD
- "Get on with Your Life" (2004年)
- "Parliament Square" (2005年)

### 参加アルバム
- Dive: Stills (1992年)
- Fleshquartet: Flow (1993年)
- モニカ・ゼタールンド: Topaz (1993年) ※Monica Z名義のアルバムに1曲参加
- ヴァンゲリス: 『ヴォイシズ』 - Voices (1995年)
- ヴァンゲリス: "Ask The Mountains" (1996年) ※シングル
- スティーナ・ノルデンスタム&アントン・フィアー: "The Photographer's Wife - Music From The Original Soundtrack" (1996年) ※シングル
- Yello: Pocket Universe (1997年)
- Yello: "To The Sea" (1997年) ※シングル
- Johan Norberg: 5 Hours 4 Months and a Day (1997年) ※『瞳の中で…』でギターを担当したJohan Norbergとの共作曲収録
- ミュー: Half The World Is Watching Me (2000年)
- ミュー: "Her Voice Is Beyond Her Years" (2000年) ※シングル。ミューのボーカリスト、ヨーナス・ビエーレがスティーナへ提供した楽曲
- Zbigniew Preisner: Aberdeen - Original Film Soundtrack (2000年) ※映画のサウンドトラック。4曲を書き下ろし、スティーナがボーカルを担当
- ミュー: 『フレンジャーズ』 - Frengers (2001年)
- ナイン・ホーセス: 『スノー・ボーン・ソロウ』 - Snow Born Sorrows (2006年)
- ナイン・ホーセス: "Wonderful World" (2006年) ※シングル
- フィルー: 『イントゥー・ザ・ウェイストランド』 - Into The Wasteland (2006年)
- ナイン・ホーセス: 『マネー・フォー・オール』 - Money For All (2006年)